# Eduard Oleksandrowytsch Sachartschenko
Eduard Oleksandrowytsch Sachartschenko (ukrainisch Едуард Олександрович Захарченко, russisch Эдуард Александрович Захарченко Eduard Alexandrowitsch Sachartschenko; * 4. August 1995 in Wladiwostok, Russland) ist ein ukrainisch-russischer Eishockeytorwart, der seit 2021 bei Dnipro Cherson in der ukrainischen Eishockeyliga spielt.

## Karriere
Eduard Sachartschenko erlernte das Eishockeyspiel in seiner Geburtsstadt Wladiwostok. In der Saison 2011/12 spielte er im Juniorenbereich sowohl für Neftechimik Nischnekamsk, als auch für die U18-Junioren des HK Sokil Kiew. Nachdem er 2012/13 beim HK Krementschuk und für Olympez Balaschtschicha gespielt hatte, war er von 2013 bis 2015 beim HK Tschelny in der Molodjoschnaja Chokkeinaja Liga, einer russisch-dominierten multinationalen Juniorenliga, aktiv. In der Spielzeit 2014/15 spielte er aber auch für den HK Krementschuk in der ukrainischen Liga. Von Beginn der Saison 2015/16 an spielte der Torwart für den HK Generals Kiew ebenfalls in der ukrainischen Eishockeyliga. Dort wurde er 2016 mit der besten Fangquote und dem geringsten Gegentorschnitt als bester Torhüter der Liga ausgezeichnet.
Anschließend kehrte er für ein Jahr zum HK Krementschuk zurück und erreichte dort 2017 erneut die beste Fangquote der Liga. Vor dem Beginn der Spielzeit 2017/18 schloss sich der Ukrainer den Nottingham Panthers aus der britischen Elite Ice Hockey League an, jedoch kündigten diese das Verhältnis im September 2017 bereits wieder auf, ohne dass Sachartschenko einen Einsatz für die Engländer absolviert hatte. Der Grund lag in der Suspendierung des Torwarts seitens der Internationalen Eishockey-Föderation IIHF für alle Wettbewerbe, da sich der Verdacht erhärtet hatte, dass Sachartschenko und sein Nationalmannschaftskollege Wolodymyr Warywoda im Rahmen der Weltmeisterschaft der Division IA 2017 im letzten Gruppenspiel gegen Südkorea in eine mögliche Spielmanipulation verwickelt waren. Der Eishockeyverband der Ukraine hatte ihn zuvor bereits lebenslang gesperrt.
Nach Ablauf seiner internationalen Sperre spielte Sachartschenko in Kasachstan, Ungarn, Italien und Litauen, bis er auch in seiner Heimat begnadigt wurde und sich 2021 Dnipro Cherson aus der ukrainischen Liga anschloss.

### International
Für die Ukraine nahm Sachartschenko im Juniorenbereich in der Division I an den U18-Junioren-Weltmeisterschaften 2012 und 2013 sowie der U20-Weltmeisterschaften 2014, als er die geringste Gegentorquote erreichte und zum besten Spieler seiner Mannschaft gewählt wurde, und 2015, als er mit der besten Fangquote des Turniers erneut zum besten Spieler seines Teams gewählt wurde, teil.
Im Seniorenbereich trat er für die ukrainische Herrenauswahl bei den Weltmeisterschaften der Division I 2015, als er zum besten Spieler seiner Mannschaft gewählt wurde, 2016, als er mit der besten Fangquote und der geringsten Gegentorzahl auch zum besten Torwart des Turniers gewählt wurde, und 2017, als er hinter dem Österreicher Bernhard Starkbaum die zweitbeste Fangquote des Turniers erreichte, in der Division I an. Zudem vertrat er seine Farben bei der Olympiaqualifikation für die Winterspiele in Pyeongchang 2018.
Nach seiner Begnadigung wurde er 2022 erstmals wieder in der Nationalmannschaft eingesetzt.

## Erfolge und Auszeichnungen
| - 2015 Ukrainischer Vizemeister mit dem HK Krementschuk - 2015 Ukrainischer Vizemeister mit dem HK Generals Kiew - 2016 Beste Fangquote der ukrainischen Eishockeyliga - 2016 Geringster Gegentorschnitt der Ukrainischen Eishockeyliga | - 2016 Bester Torhüter der Ukrainischen Eishockeyliga - 2017 Ukrainischer Vizemeister mit dem HK Krementschuk - 2017 Beste Fangquote der Ukrainischen Eishockeyliga |

### International
- 2014 Geringster Gegentorschnitt bei der U20-Weltmeisterschaft der Division I, Gruppe B
- 2015 Beste Fangquote bei der U20-Weltmeisterschaft der Division I, Gruppe B
- 2016 Aufstieg in die Division I, Gruppe A, bei der Weltmeisterschaft der Division I, Gruppe B
- 2016 Bester Torhüter der Weltmeisterschaft der Division I, Gruppe B